# П-120 „Малахит“
П-120 „Малахит“ (Индекс на УРАВ на ВМФ – 4К85, Класификацията на НАТО: SS-N-9 Siren, на български: Сирена) е съветска/руска крилата противокорабна ракета. Това е усъвършенствана модификация на комплекса П-70 „Аметист“ с: подобрена система за насочване; увеличена далечина на стрелбата 1,5 пъти; възможност за пуск от надводен кораб (изделие 4K86. Отличава се от 4К85 с липсата в състава на стартовия агрегат на двигател за подводна степен).
На 17 март 1972 г. комплексът е приет на въоръжение за надводните малки ракетни кораби (МРК) от проекта 1234 и на 21 ноември 1973 г. – за подводните лодки от проекта 670М. Също, с ПКР „Малахит“ е въоръжен опитният МРК на подводни крила от проекта 1240.

## История на създаването
През 1962 г. ОКБ-52 МАП излиза с предложение за създаването на унифицирана ПКР, с възможност за пуск както от подводници (в подводно положение), така и от надводни кораби. Новият комплекс е предназначен в т.ч. и за увеличаването на бойните възможности на подводните лодки от проекта 670 за сметка на замяна на „главния калибър“ ПКР „Аметист“.
С постановление на Съвета на Министрите на СССР № 250 – 89 за разработката на комплекса П-120 е възложено на 28 февруари 1963 г. (по същото постановление с ПКР П-500 „Базалт“). През същата година от ОКБ-52 МАП е завършен предварителния проект на комплекса.
През февруари 1964 г. КБ Челомей завършва разработката на ескизния проект за новия противокорабен ракетен комплекс П-120 „Малахит“ с ракетата 4К85 (при това една от задачите на проектирането е осигуряването на възможност за старт на ракетата 4К85 от пусковите установки на комплекса П-70 „Аметист“). Пусковата установка за ракетите е разработена от КБМ в Москва.
Кратка хронология на проекта
- 1964 г. – 1972 г. – етап на изпитанията
- 17 март 1972 г. – приемане на въоръжение

## Тактико-технически характеристики
- Дължина: 8,84 м[4]
- Диаметър на корпуса: 0,8 м[4]
- Размах на крилата: 2,5 м[4]
- Стартово тегло: 5400 кг[4]
- Маса на БЧ:
  - Фугасно-кумулативна 800 кг
  - спецбоеприпас (ядрена) до 2 мт
- Скорост: M=0,9[4]
- Далечина на стрелбата: 15 – 150 км[4]
- Система за управление: инерционна (автопилот АПЛИ-5) + радиолокационна (РГС „Двина“) + топлинна (ТГС „Дрофа“)

## Използване
По време на войната в Грузия (7 август – 12 август 2008 г.), на 10 август има руско-грузински морски бой. Грузински стражеви катер при предполагаем опит за атака на руски кораби е напълно унищожен с попадения на 2 ракети П-120, изстреляни от малкия ракетен кораб на ЧФ на РФ „Мираж“. Унищоженият грузински катер е предположително „Георгий Торели“.